# Список видів птахів, описаних у 2000-х
На цій сторінці подано види птахів, що описані як нові в науці за 2000—2009 роки. Загалом за цей період описано 57 нових видів птахів.

## Зведена статистика

### Кількість описаних видів на
| Рік                            | 2000 | 2001 | 2002 | 2003 | 2004 | 2005 | 2006 | 2007 | 2008 | 2009 |
| Кількість описаних нових видів | 5    | 8    | 6    | 3    | 6    | 6    | 6    | 6    | 7    | 5    |

### Країни з найбільшою кількістю новоописаних видів
- Бразилія
- Колумбія
- Перу
- Індонезія

## Птахи за роками

### 2000
- Myiopagis olallai
- Herpsilochmus sellowi
- Locustella alishanensis
- Capito wallacei
- Centrocercus minimus
- Pseudoseisura unirufa , виокремлений з Pseudoseisura cristata

### 2001
- Scolopax bukidnonensis — Мінданао і Лусон, Філіппіни.
- Motacilla samveasnae.
- Garrulax konkakinhensis
- Lipaugus weberi
- Suiriri islerorum — із регіону серрадо в Бразилії та прилеглій до нього східній Болівії.
- Zimmerius villarejoi- з амазонських лісів на півночі Перу.
- Poecilotriccus luluae — з північно-східних Анд в Перу.

### 2002
- Pionopsitta aurantiocephala — з Бразилії.
- Micrastur mintoni - з Бразилії.
- Anthus pseudosimilis
- Ninox sumbaensis - з Індонезії.
- Pyrrhura snethlageae - з басейну Мадейри в Болівії та Бразилії.
- Pyrrhura peruviana - з півночі Перу (пізніше також підтверджений для далекого південно-східного Еквадору).
- Xiphorhynchus guttatoides(інші мови) - раніше входив до Xiphorhynchus guttatus .
- Xiphorhynchus elegans — раніше входив у Xiphorhynchus spixii.

### 2003
- Glaucidium mooreorum[1]
- Amaurospiza carrizalensis - з Венесуели.
- Henicorhina negreti - трапляється на масиві Мунчік в західних Андах, Колумбія.
- Apteryx rowi - трапляється в обмеженій зоні лісу Окаріто на західному узбережжі Південного острова Нової Зеландії і має популяцію лише 200 птахів.

### 2004
- Otus thilohoffmanni - поширена в низинних дощових лісах на Шрі-Ланці.
- Ninox burhani — відомий лише з трьох островів групи Тогіан, архіпелагу в затоці Томіні біля узбережжя Сулавесі, Індонезія.
- Sheppardia aurantiithorax- відомого зі Східної гірської дуги Танзанії.
- Thamnophilus divisorius - з Бразилії
- Gallirallus calayanensis — трапляється лише на острові Калай, одному з Бабуйських островів на Філіппінах.
- Caprimulgus meesi — Флорес і Сумба, Індонезія .

### 2005
- Aratinga pintoi — на північному березі нижньої течії Амазонки, штат Пара, Бразилія.
- Scytalopus rodriguezi — відомий лише з двох пунктів на східному схилі Центральної Кордильєри в Колумбії.
- Scytalopus stilesi — був знайдений на 21 ділянці в гірському лісі між 1420 та 2130 м висоти в північній частині Колумбійських Анд.
- Polioptila clementsi — відомий лише з національного заповідника Оллапуайо-Мішана, на захід від Ікітоса, Перу.
- Jabouilleia naungmungensis — з М'янми
- Scytalopus pachecoi — раніше входив до Scytalopus speluncae .

### 2006
- Cettia haddeni — описаний з хребта Кронпринца на острові Бугенвіль на Соломонових островах, Папуа-Нова Гвінея .
- Loriculus camiguinensis
- Aratinga hockingi
- Liocichla bugunorum
- Scytalopus notorius
- Batis crypta

### 2007
- Formicivora grantsaui
- Eriocnemis isabellae
- Cnipodectes superrufus — з південного сходу Перу
- Atlapetes blancae — з північних Центральних Анд Колумбії.
- Scytalopus diamantinensis — північно-східна Бразилія
- Serpophaga griseicapilla
- Rigidipenna unupectata — виокремлений з Podargus ocellatus

### 2008
- Stachyris nonggangensis - з Китаю
- Phyllomyias weedeni — з передгірних районів Анд на північному заході Болівії та сусіднього Перу.
- Stiphrornis pyrrholaemus(інші мови) — з Габону
- Oceanodroma monteiroi — з Азорських островів
- Zosterops gibbsi - з Ванікоро, Соломонові острови
- Zosterops somadikartai - з Тогіанських островів, Сулавесі, Індонезія
- Pyrrhura parvifrons(інші мови)

### 2009
- Pycnonotus hualon — Лаос.
- Sceptomycter rubehoensis — Танзанія
- Loxia sinesciurus — США
- Synallaxis beverlyae — Венесуела
- Thalurania nigricapilla(інші мови) — Колумбія